# Efeu (Gattung)
Efeu (Hedera), älter auch Epheu (lateinisch auch Edera), ist eine Pflanzengattung in der Familie der Araliengewächse (Araliaceae). Die in Mitteleuropa mit Abstand bekannteste Art ist der Gewöhnliche Efeu (Hedera helix).

## Beschreibung

### Vegetative Merkmale
Die Efeu-Arten sind immergrüne Kletterpflanzen, Lianen oder Bodendecker. Die Pflanzen sind kahl, behaart oder schuppig.
Die wechselständig angeordneten Laubblätter sind in Blattstiel und -spreite gegliedert. Efeu-Arten weisen ganz unterschiedlich geformte Blattspreiten auf. Nebenblätter sind vorhanden oder fehlen meist.
Besonders auffällig bei allen Efeu-Arten ist die Heterophyllie: Form (und Größe) der Laubblätter und auch der Habitus sind bei Jugend- und Altersformen verschieden. Die unterschiedlichen Blatt- und Wuchsformen bleiben bei vegetativer Vermehrung über Stecklinge erhalten. Dadurch entstanden besonders bei Hedera helix etwa 400 Sorten, die sich besonders in Blattfarben und -formen unterscheiden.

### Generative Merkmale
Hedera-Arten sind zwittrig oder andromonözisch, also mit zwittrigen und männlichen Blüten auf einem Exemplar. Die traubigen Blütenstände sind aus doldigen Teilblütenständen zusammengesetzt. Die gestielten, radiärsymmetrischen Blüten sind fünfzählig. Der Kelch kann fehlen oder ist klein, dann verwachsen bis gezähnt. Die Kronblätter sind klappig. Es ist ein Diskus vorhanden. Es ist nur ein Kreis mit fünf fertilen Staubblättern vorhanden. Die fünf Fruchtblätter sind zu einem unterständigen Fruchtknoten verwachsen. Die Griffel sind vereinigt. Es werden kugelige Früchte, Steinfrüchte, gebildet. Die Samen sind eiförmig.

### Inhaltsstoffe
Alle Pflanzenteile sind aufgrund ihres Saponingehalts (v. a. Hederin) giftig. Die Aufnahme großer Mengen führt bei Kindern zu Brechdurchfällen und Krämpfen. Vergiftungen mit Todesfolge sind bekannt. Die Aufnahme der dafür erforderlichen Pflanzenmenge erfolgt aufgrund des bitteren Geschmacks der zudem harten Früchte jedoch nur sehr selten.

## Systematik und Verbreitung
Die Gattung Hedera wurde 1753 von Carl von Linné in Species Plantarum, Band 1, Seite 202, erstveröffentlicht. Synonyme für Hedera sind Psedera Neck. und Helix Mitch.
Die Hedera-Arten sind ursprünglich von den makaronesischen Inseln über Europa und den Mittelmeerraum bis in das gemäßigte Asien verbreitet. Einbürgerungen gibt es in Neuseeland und auf den Juan-Fernández-Inseln.

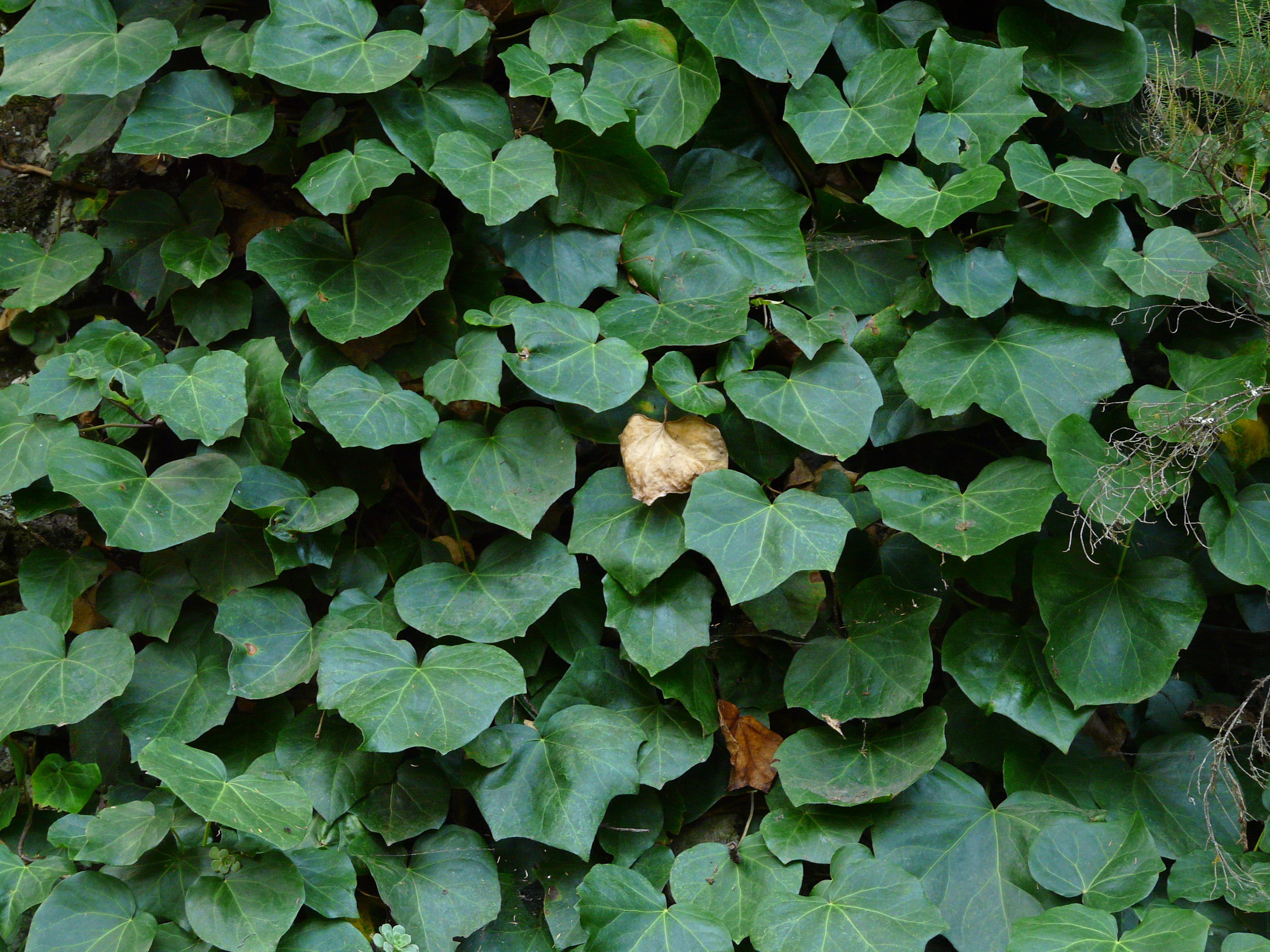
Hedera canariensis

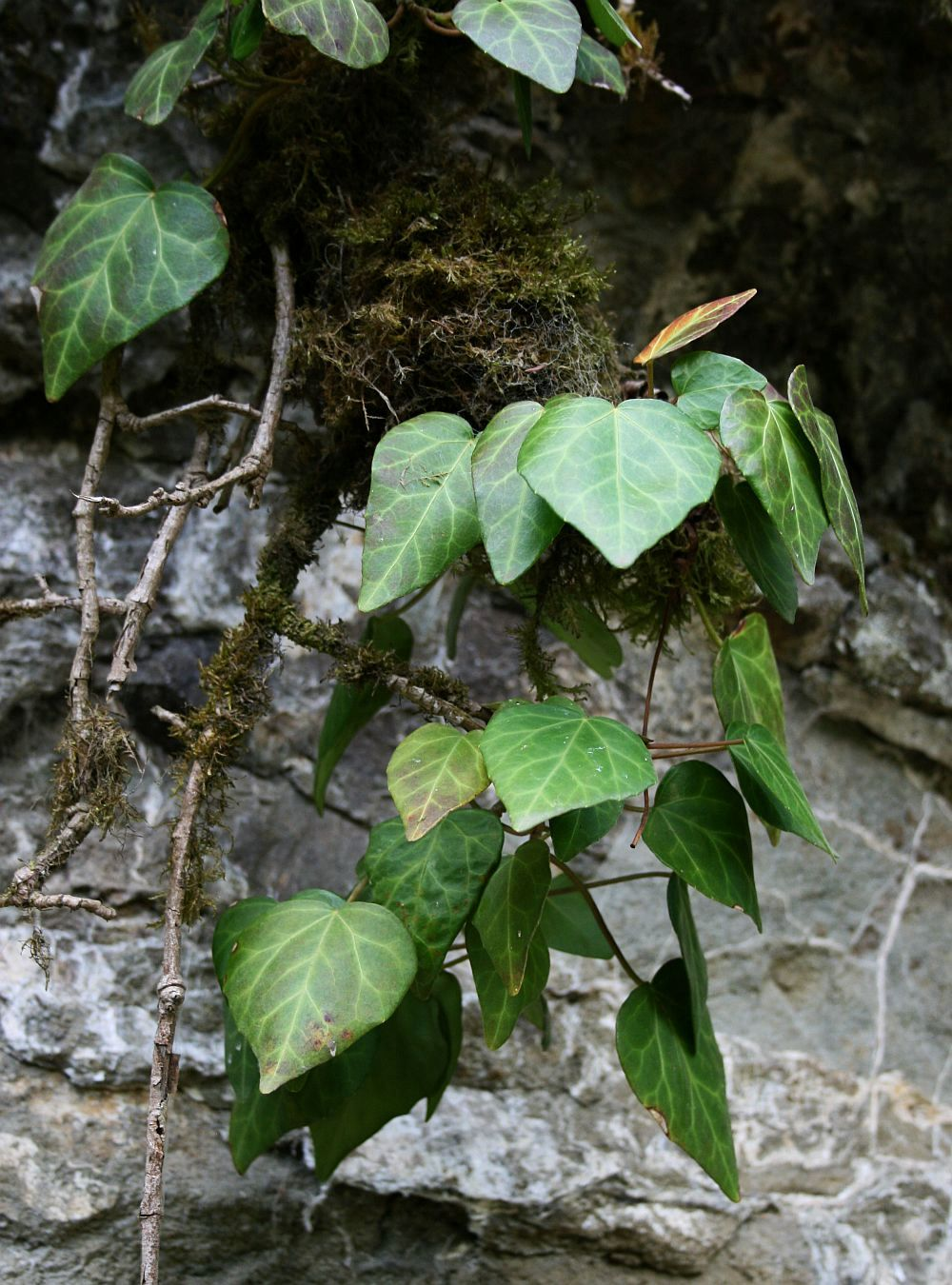
Hedera colchica

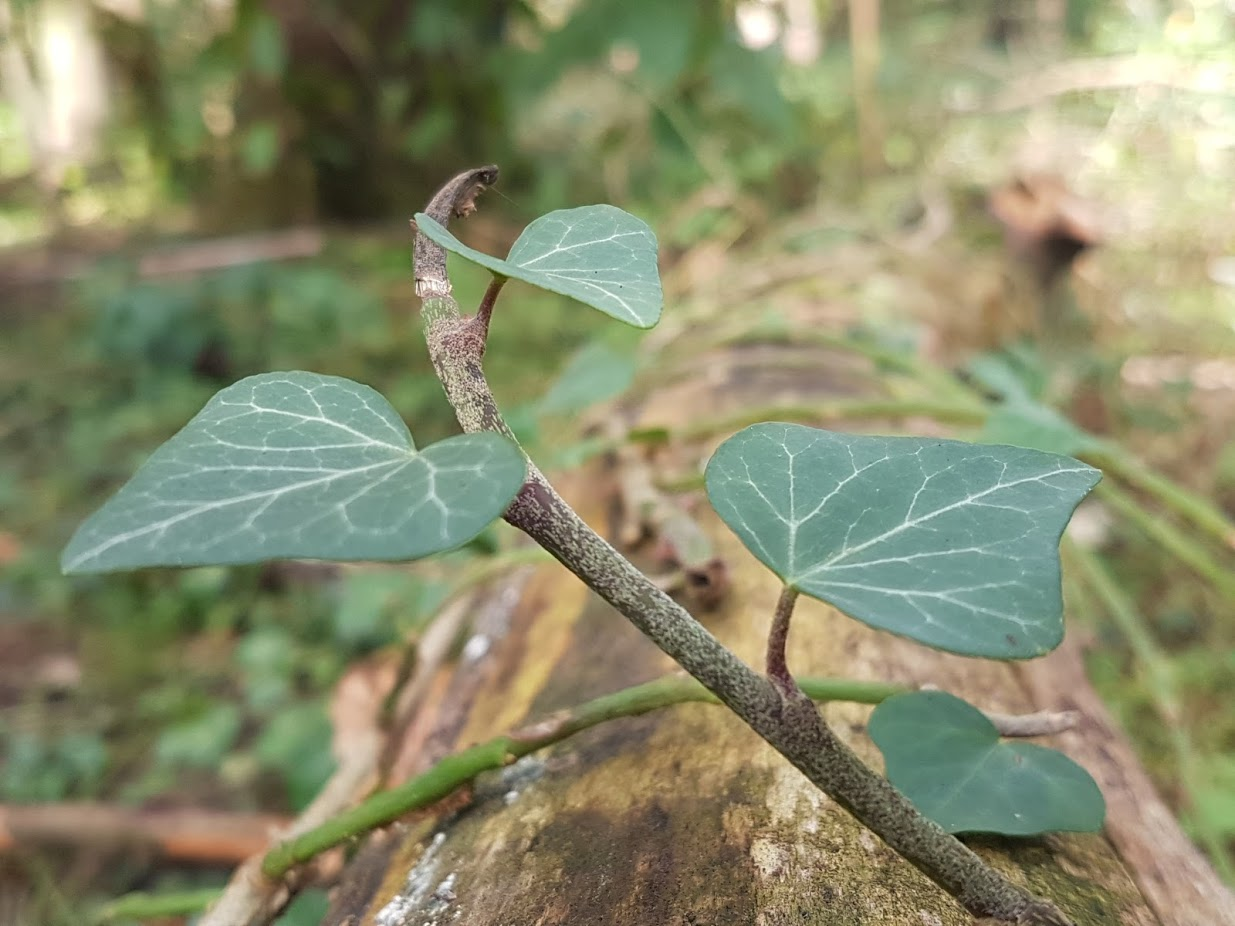
Efeublatt auf Baumstamm

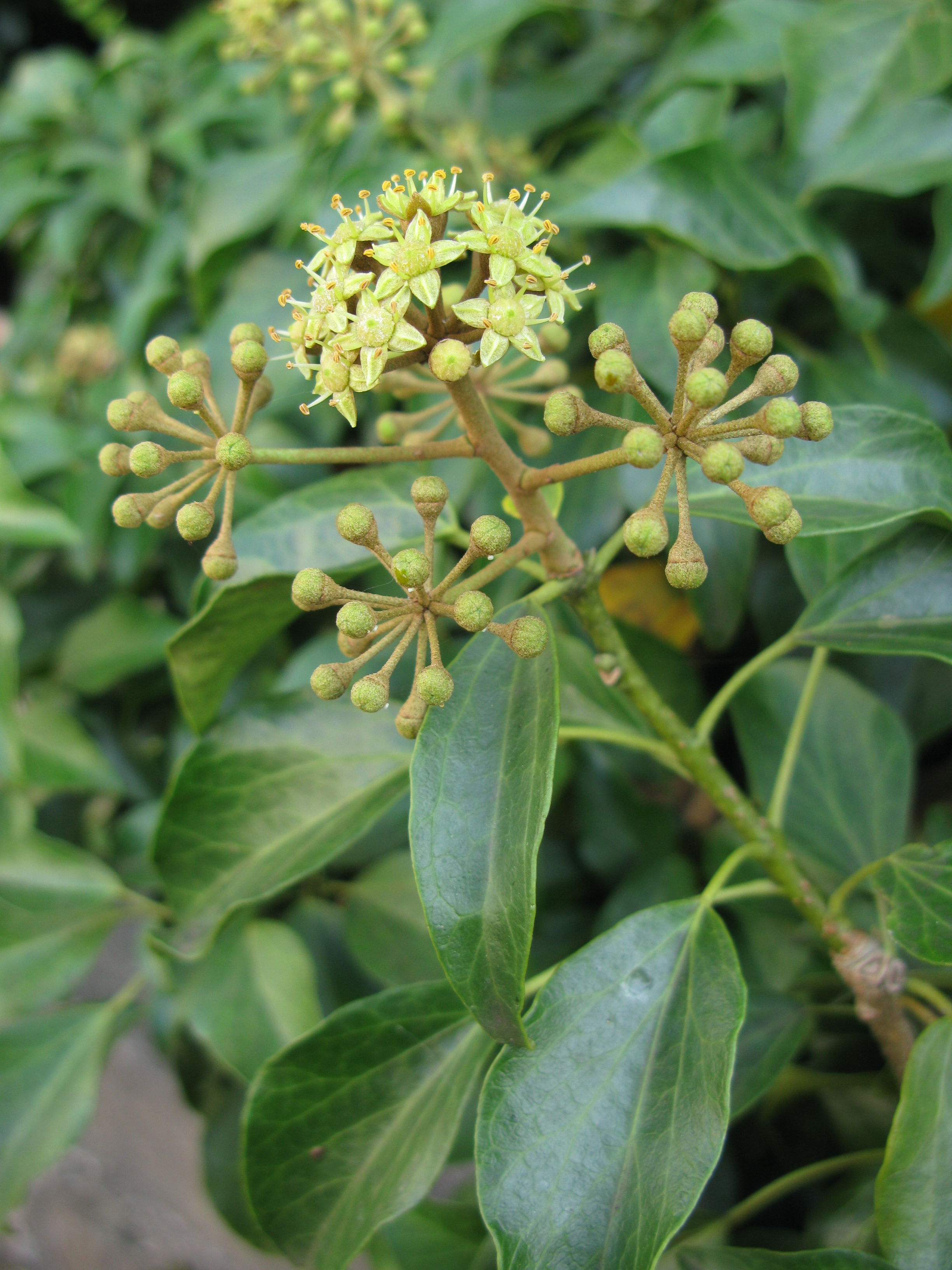
Hedera rhombea

Es gibt sieben bis zehn (bis 17) Efeu-Arten (Hedera), wobei die mit Abstand am weitesten in Europa verbreitete Art der Gewöhnliche Efeu (Hedera helix) ist. Hier eine Artenliste:
- Hedera algeriensis Hibberd, aus dem nordwestlichen Afrika, von Nordalgerien bis Tunesien.[2]
- Hedera azorica Carrière: Dieser Endemit kommt nur auf den Azoren vor.[2]
- Hedera canariensis Willd.: Sie kommt nur auf den Kanarischen Inseln vor.[2]
- Hedera caucasigena Pojark.: Sie wurde bereits 1950 erstbeschrieben und kommt von der Türkei bis zum Kaukasusraum und bis Israel vor.[2]
- Kaukasischer Efeu (Hedera colchica (K.Koch) K.Koch): Sie ist zwischen dem Schwarzen Meer und dem Kaspischen Meer sowie im Kaukasusraum verbreitet.[2]
- Hedera cypria McAll.: Dieser Endemit wurde 1993 erstbeschrieben und kommt nur im Troodos-Gebirge auf Zypern vor.[2]
- Hedera helix L. (Gewöhnlicher Efeu oder Gemeiner Efeu): Er ist von Europa bis in die Türkei weitverbreitet.[2]
- Hedera hibernica (G.Kirchn.) Kny: Sie kommt an den Atlantikküsten von Westeuropa bis Spanien vor.[2]
- Hedera iberica (McAll.) Ackerf. & J.Wen: Sie hat seit 2002 den Rang einer Art und kommt in Portugal, im südlichen Spanien und nördlichen Marokko vor.[2]
- Hedera maderensis K.Koch ex A.Rutherf.: Dieser Endemit wurde 1993 aus Madeira  erstbeschrieben.[2]
- Hedera maroccana McAll.: Sie wurde 1993 erstbeschrieben und kommt in Algerien und Marokko vor.[2]
- Hedera nepalensis K.Koch: Sie ist im gesamten Himalaya-Gebiet, China, Taiwan,  Afghanistan und Thailand verbreitet.[2]
- Hedera pastuchovii Woronow: Sie wurde bereits 1932 erstbeschrieben und kommt nur in sehr kleinen Arealen im Westkaukasus, Irak und im Iran vor.[2]
- Hedera rhizomatifera (McAll.) Jury: Den Rang einer Art hat sie seit 2004 und kommt nur in Südportugal und Südspanien vor.[2]
- Hedera rhombea (Miquel) Bean: Sie kommt in Japan mit den Riukiu-Inseln und in Korea sowie Taiwan vor.[2]
- Hedera sinensis (Tobler) Hand.-Mazz.: Sie kommt von China bis Laos und Vietnam vor.[2]
- Hedera taurica (Hibberd) Carrière: Dieser Endemit kommt nur auf der Krim vor.[2]

Die Aufteilung von Hedera canariensis Willd. in vier Arten: Hedera canariensis Willd., Hedera algeriensis Hibberd, Hedera azorica Carrière und Hedera maderensis K.Koch ex A.Rutherf. wird kontrovers diskutiert.